# World Jump Day
World Jump Day war ein für den 20. Juli 2006 von der gleichnamigen Organisation geplantes Ereignis, das einem Flashmob ähnelte. Die Organisatoren behaupteten, um 11:39:13 GMT (13:39:13 MESZ) über 600 Millionen Menschen, also etwa ein Zehntel der Weltbevölkerung, auf der ganzen Erde zum gleichzeitigen Springen bewegen zu wollen. Dieser Stoß sollte die Erde auf eine andere Umlaufbahn lenken. Die Folgen sollten die Reduzierung der Klimaerwärmung auf ein Minimum, ein milderes Klima weltweit und die Verlängerung der Tagesdauer auf 25 Stunden sein. Allerdings gab es keine diesbezügliche Studie, nur der Aufruf blieb real. Die Aktion hat sich zu einer Modernen Sage entwickelt.

## Physikalische Sicht
Die Aktion ist aus physikalischer Sicht eher fragwürdig.
Die Erde als Gesamtsystem betrachtet unterliegt (wie jeder Körper, auf den keine äußere Kraft wirkt) dem Prinzip der Impulserhaltung, das besagt, dass ein geschlossenes mechanisches System sein Bewegungsverhalten, charakterisiert durch Richtung und Geschwindigkeit, nur aufgrund einer von außen wirkenden Kraft ändert. Die springenden Menschen würden die Erde beim Hochspringen genauso wegdrücken, wie sie sie beim Herunterfallen aufgrund der Schwerkraft wieder anziehen würden. Um die Umlaufbahn der Erde tatsächlich zu verändern, müssten die Menschen so hoch springen, dass sie die Erde in den Weltraum verlassen; andernfalls bleibt es aufgrund des Dritten Newtonschen Axioms („Kraft gleich Gegenkraft“) bei einem Nullsummenspiel. Der Gesamtimpuls, den alle Springer beim Absprung und beim Aufkommen auf die Erde übertragen, wäre also gerade so groß wie der (entgegengesetzte) Impuls, den sie durch die Schwerkraft auf die Erde übertragen, und die Erde wäre wieder in ihrer ursprünglichen Position.
Selbst bei einer theoretischen Machbarkeit der Idee wäre sie übrigens de facto nach wie vor undurchführbar. Die Masse einer solchen Zahl von Menschen verglichen mit der Masse der Erde entspricht etwa dem Verhältnis einer Waldameise zum größten Flugzeugträger der Welt, der Ronald Reagan.

## Auswertung
Nach der Auswertung am 10. August gab es, wie von den Kritikern erwartet, keine dauerhaften Auswirkungen.
Die Organisatoren haben auch indirekt zugegeben, dass das Ereignis nicht das Ziel hatte, die Erde wirklich aus der Umlaufbahn zu werfen, sondern die Menschen zu einer gemeinsamen Handlung zu bewegen.